# Крістіан Ербес
Крістіан Ербес (ісп. Cristian Erbes, нар. 6 січня 1990, Буенос-Айрес) — аргентинський футболіст, півзахисник клубу Насьйональ (Парагвай).

## Ігрова кар'єра
Народився 6 січня 1990 року в місті Буенос-Айрес. Вихованець футбольної школи клубу «Бока Хуніорс», в якій перебував з 6 років. У складі флагмана аргентинського футболу провів більше півтори сотні матчів. Разом із «Бокою» по два рази ставав чемпіоном і володарем кубка Аргентини.
У 2016 році став гравцем мексиканського клубу «Веракрус», там Крістіану не пощастило, він отримав травму і певний час жив без футболу. Згодом повернувся на батьківщину, де виступав за «Чакаріта Хуніорс», але також надовго не затримався.
У лютому 2018 року на правах вільного агента перейшов у «Карпати» (Львів).

## Титули і досягнення
- Чемпіон Аргентини (2):

«Бока Хуніорс»: 2011 (Апертура), 2015
- Володар Кубка Аргентини (2):

«Бока Хуніорс»: 2011/12, 2014/15